# 개신교의 예배
개신교에서 예배(Service of worship)는 개신교인으로서 하나님을 경배하고 찬양하는 매우 중요한 개신교 의식 중 하나이다. 정기적으로 혹은 비정기적으로 행해지며, 가정 예배 또는 기도 모임과 같은 특별한 경우가 아니라면 보통 목사나 전도사와 같은 개신교의 목회자들의 인도 아래 개신교 교회에서 시행된다. 평신도들이 예배를 이끄는 것이 금지되어 있지는 않지만, 교회의 질서유지를 위해 특히 축복기도는 일반적으로 개교회에서는 목사, 장로회의 강도사(말 그대로 설교의 권한이 있는 개신교 성직자. 한국 장로교회의 경우 일부 교단에서 강도사 고시로 선발한다.)정도가 한다. 설교의 측별한 경우는 교회에 따라 일반 신자도 예배에 설교를 할 수 있는 교회가 있으나(강대상에는 목회자만 가능하다. 사회석에서 함), 보통은 전도사 이상의  목회자나, 속회나 구역예배에서는 인도자 경우만 설교를 할 수 있는 경우가 대부분이다.

## 교파별 예배

### 개혁주의(장로교)
개혁주의는 ‘마음으로 드리는 절’을 예배의 본질로 삼는다. 개혁신학에서는 예배를 찬송, 기도, 말씀, 헌상, 성례전과 더불어 여섯 가지 은혜의 방도 중 하나로 규정하는데, 다시 말해 예배는 찬송, 기도, 말씀, 헌상 또는 성례전을 모은 종교 의식이 아니라, 다른 은혜의 방도들과는 구별 되는 독특한 의미와 본질을 갖고 있다는 것이다. 그러므로 사람이 정성을 다해 찬송과 기도를 하고 성경을 읽고 성찬에 참여하고 헌금을 하였음에도 불구하고 하나님께 예배하지 않을 수도 있다; 왜냐하면 예배는 찬송, 기도, 말씀, 성찬 등의 모듬이 아니기 때문이다.
또한 가르치는 교회와 듣는 교회를 구분하는 로마 가톨릭과는 달리 개혁교회는 그러한 구분이 성경적 근거가 없다고 여기며 개인도 혼자서 하나님께 예배할 수 있다고 생각한다. 그러나 여럿이서 모여서 공적인 예배를 할 때엔 예배 식순을 따르기도 한다. 개혁신학의 예배론의 독특한 점은 예배에 허용되는 형식이나 내용이 성경에 계시되어 있다는 예배의 규정적 원리이다.

### 루터교
루터교에서는 종교 개혁의 전통에 따라 예전적 예배를 드리는데, 루터교 예전은 입당성가, 본기도(공적인 기도), 죄의 고백과 사죄 선언, 영광송, 성서독서(루터교의 성서독서는 제1독서/구약성서와 제2독서/서신서로 구분된다. 사용하는 성서정과는 RCL/개정성서정과에 근거하며 목사가 담당한다.), 층계성가(제1독서와 복음서 독서사이의 성가), 찬양의 화답, 복음서 독서, 신앙고백(사도신경), 설교, 감사의 예물, 성찬(루터교의 성찬전례는 루터교 목사에 의해 제단에서 집전되며, 로마 가톨릭교회와 성공회의 성찬전례처럼 면병과 포도주가 거룩해지도록 축성하고, 예수의 성찬제정을 재현하는 성찬기도, 쌍투스(Sanctus, 거룩하시다)성가, 하나님의 어린양(Agnus dei)성가, 시므온의 성가, 면병과 포도주를 받음,감사의 기도로 구성된다.)와 축복기도를 거친 뒤, 마지막으로 주님을 섬기라는 권고와 신도들의 감사 응답으로 구분된다. 말씀과 성례전을 은혜의 방도로 이해하는 루터교의 교리에 있어서 성만찬은 은혜의 방도로서 지닌다고 가르친다. 루터교에서는 교회력에 따른 성서정과를 사용한다.

### 감리교
감리교에서는 공식적으로 교회력에 따른 성서정과와 감리교 예배서에 나온 예배양식에 따라 예전적 예배를 집례한다. 이는 감리교가 존 웨슬리 신부의 복음주의 운동으로 성공회에서 갈라져 나온 교회이기 때문이다. 감리교 예전은 크게 말씀중심의 예전(‘하나님 앞에 나와 옴’, ‘말씀의 선언’, 감사와 응답, 세상으로 나아감)과 말씀과 성만찬이 함께 있는 예전(하나님 앞에 나와 옴’, ‘말씀의 선언’, 감사와 응답, 성만찬, 세상으로 나아감)으로 구분된다. 하지만 실질적으로는 일반적인 개신교회의 예식 순을 사용하는 교회가 적지 않은 편이기도 하며, 찬양 예배도 도입되어 있다.
헌신 예배를 가장 많이 드리는 교단이기도 하다.

## 예배 구분

### 형태에 따른 구분
현재 대한민국의 개신교회에서 드려지고 있는 예배는 크게 ‘일반 예배’와 전반부에 찬양을 중심으로 인도하는 ‘찬양 예배’로 나눌 수 있다. 다음은 두 종류의 예배를 대략적인 순서로 나타낸 것이다. 

#### 일반 예배
- 묵상 기도 (묵도, 조용한 기도)
- 사도신경
- 찬송
- 교독문
- 송영 (맞이)
- 기도
- 성경 봉독
- 찬양 (성가)
- 말씀
- 찬송
- 헌금
- 새신자 소개 및 광고
- 찬송 (또는 송영)
- 축도 / 주기도문

#### 찬양 예배
- 찬양 (20분 ~ 1시간)
- 기도
- 성경 봉독
- 찬양 (성가)
- 말씀
- 헌금 (특송)
- 새신자 소개 및 광고
- 찬송
- 축도 / 주기도문

참고: 교파, 시간, 장소, 예배의 특성에 따라 순서가 바뀌거나 특정 순서를 생략하거나, 특별히 순서가 더해질 수 있다. 

### 목적에 따른 구분

#### 교회 안의 예배
형태적 구분 말고도, 예배가 어떠한 시간에, 어떠한 목적으로 드려지는가에 따라 다음과 같이 나눌 수 있다.
- 주일 낮 예배
- 주일 학교 예배: 유치부 (유아부), 유초등부 (초소년부), 중고등부 (청소년부), 청년부로 구성되며 각 계층의 수준대로 믿음과 하나님의 말씀을 전하기 위해 구성되는 예배를 말한다.
- 주일 저녁 예배
- 영어 예배
- 수요 예배 : 낮과 저녁 두번 드리는 경우도 있다.
- 청년 찬양예배 : 토요일이나 주일 오후에, 청년이나 청소년들의 감성에 맞는 찬양을 중심으로 운영함으로써, 좀 더 새롭고 헌신적으로 청년들에게 도전할 목적으로 드리는 예배이다. 찬양 예배의 형태로 운영된다.
- 금요 철야 예배(기도회) : 과거에는 말 뜻 그대로 금요일 밤에 예배를 시작하여 다음날 새벽에 마쳤으나 현재는 금요일 밤에 시작하여 자정 전에는 모두 마친다. 기존 예배의 형태보다는 부흥회 형식으로 빠른 박자의 찬양과 약간의 설교, 그리고 개인 기도 형식으로 이루어지는데 보통 교회들은 개인 기도 중 인도하시는 목사님이 직접 한 사람씩 기도해 주시기도 한다.
- 새벽 기도회 : 거의 매일 새벽마다 드리는 기도 모임 형태의 예배이다. 기존 예배의 형태로 드려지며, 특별히 예배가 끝난 뒤에 기도가 많이 이루어진다.
- 부흥회
  - 전도 부흥회
  - 신유 부흥회
  - 심령 부흥회: 대부분의 부흥회가 취하는 형태이다.
- 사경회 : 특정한 일자에 모여서 말씀을 공부하는 모임이다. 교파에 따라 교회들이 연합하여 하기도 한다.
- 심방 예배
- 특별 예배
  - 결혼식: 교회에서 결혼할 때 드리는 특별 예배이다. 다만, 이 경우엔 보편적으로 신랑과 신부 두 명 모두 개신교 신자여야만 한다.
  - 장례식
  - 세례식: 유아 세례와 일반 세례가 있으며 유아 세례는 아기의 부모님이 모두 교회를 다니거나 하여 부모의 믿음대로 목사님이 직접 세례를 집전한다. 일반 세례는 초신자가 교회에 등록하여 일정한 시기가 되면 받는 세례를 받는 것을 말한다.
  - 임직식 : 교회의 장로, 권사, 집사 등의 직분과 교회 내 기관장 등을 임명하는 예식이다. 연회에서 교회들을 통솔하는 자 (감독)에게 주는 경우도 있다.
  - 안수례: 일정한 자격을 거쳐 목사로 적임하다고 판단된 사람들에게 기존 목사가 새 목사에게 안수하고 임명하는 예배이다.
  - 은퇴식: 일정한 시기를 넘은 목사 등의 교역자, 장로들이 적령한 연령을 넘어 은퇴하게 되었을 때 치르는 예식이다.
  - 헌당 예배: 교회 건축이 끝났을 때 드리는 예배이다.
  - 파송 예배: 교회 밖으로 선교사나 교역자를 어떠한 지역으로 파송할 때 드리는 예식이다.
- 수련회: 교회에서 교회에 소속된 사람들을 훈련하고 쉼의 기회를 부여하기 위하여 교회를 벗어나 다른 곳에서 (주로 2박 3일 ~ 3박 4일간) 하는 집회. 새벽, 아침, 밤에 부흥회 스타일의 말씀과 집회가 이루어지며, 그 외의 시간에는 수련회의 성격에 따라 훈련 시간이나 휴식 시간을 가진다.

#### 교회 밖의 예배
아래에서 뜻하는 ‘교회 밖의 예배’는 ‘장소’를 뜻하는 것이 아닌 교회 이외의 단체가 드리는 예배를 뜻한다.
- 개강 예배: 미션스쿨에서 개강할 때마다 여는 예배.
- 개강 부흥회: 신학교에서 개강할 때마다 신학생들의 영성을 돕기 위해 여는 부흥회.
- 채플: 미션스쿨이나 신학교에서 학생들의 경건을 위해 강제적으로 드리게 하는 예배. 기존 형태와 찬양 예배의 형태가 섞여 있다.
- 가정 예배: 가정에서 날마다 경건한 생활을 위해 아침이나 밤에 드리는 예배이다.
- 모임 또는 집회: 예수전도단 화요모임, 올네이션스 목요 모임, 마커스 목요 모임 등의 경우에 해당된다. 이 경우 예배 중에 찬양사역자들이 작곡한 새로운 찬양들이 잇달아 나오는 것이 특징이며, 따라서 경배와 찬양 운동을 이끄는 선교 단체 형태의 단체들이 주로 드리지만, 일반 지역교회(삼일교회나 제자교회의 경우)에서도 찬양 사역자들을 중심으로 드리는 경우가 있다. 예배 중 가장 파격적인 형태 (찬양-말씀-헌금-광고-기도)로 이루어지며, 서울 지역의 경우, 언제나 많은 사람들의 참여가 이루어지고 있다. 주된 예배 장소는 교회이지만 간혹 특별히 별도의 목적으로 이 예배를 대규모로 기획할 경우 대형 체육관을 빌려 모두 일어선 상태로 예배를 드리기도 한다. 이런 집회의 경우 말씀 선포와 찬양이 지속적으로 이루어지는 경우가 있다. 모임에서 이루어진 찬양이 음반으로 출시되는 경우도 왕왕 있다.
- 찬양 집회: 예배 형태는 위의 ‘모임’과 같다. (찬양-말씀-헌금-광고-기도) 다른 점은 찬양집회는 각 교회 청소년부(중등부, 고등부 또는 중고등부)나 미션스쿨의 기독 동아리에서 한 해에 한 번(많으면 두 번) 정도 특정한 주제를 갖고 드리는 예배이다.
- 연합 수련회: 수련회의 형태와 비슷하나 여러 교회의 성도나 선교단체에 소속된 사람끼리 모여 말씀과 찬양을 통해 자신을 수련하는 모임이다. CCC의 경우는 연말에 금식 수련회를 개최하기도 하며, 선교한국과 같이 특정 목표를 위하여 선교단체들이 연합한 수련회를 개최하기도 한다.
- 성회: 특정 주제를 가지고 교회나 공공시설을 빌려 사람들이 모이는 집회 형태의 예배. 부흥회와 비슷하지만 찬양예배와 비슷하게 말씀과 찬양의 비중이 높은 편이며, 은사주의 사역자들이 이용하는 형태이기도 하다.

## 같이 보기
- 법정 시간경
- 기독교 예전
- 기독교 예배
- 성찬예배
- 부활 성야